# The Wild Boys
The Wild Boys è un singolo del gruppo musicale britannico Duran Duran, pubblicato nell'ottobre 1984 per promuovere l'album dal vivo Arena.

## Descrizione
Unico inedito in studio del live Arena, il brano è stato prodotto da Nile Rodgers, che aveva lavorato al remix del precedente singolo del gruppo, The Reflex.
L'idea per la canzone venne dal regista Russell Mulcahy, che voleva realizzare un lungometraggio basato sul romanzo Ragazzi selvaggi (The Wild Boys: A Book of the Dead) di William S. Burroughs. Egli propose alla band di comporre una colonna sonora rock per il film, in maniera simile a come avrebbe chiesto ai Queen per Highlander - L'ultimo immortale nel 1986.

## Video musicale
Il videoclip del brano è stato diretto da Russell Mulcahy e pagato oltre un milione di sterline, all'epoca una cifra sbalorditiva per un video musicale. La scenografia ricopriva un'intera estremità dei Pinewood Studios, famosi per i film di James Bond, con una piramide metallica e un mulino a vento su una profonda piscina chiusa, insieme a dozzine di elaborati costumi, protesi, trucchi e una grafica computerizzata all'avanguardia. I membri del gruppo indossano abiti ruvidi e lacerati, simili a quelli del film Interceptor - Il guerriero della strada. Le coreografie di danza sono curate da Arlene Phillips.
Una versione estesa del video è inclusa nel film concerto Arena: An Absurd Notion, uscito in VHS nel 1985. Lo stesso anno ha vinto il primo BRIT Award al miglior video britannico.

## Successo in classifica
The Wild Boys fu uno dei maggiori successi del gruppo, stazionando in seconda posizione nella Billboard Hot 100 per quattro settimane consecutive, dietro Out of Touch di Hall & Oates e Like a Virgin di Madonna. Raggiunse inoltre le parti alte delle classifiche europee, incluso il secondo posto nel Regno Unito e il primo in Germania e Italia.

## Curiosità e citazioni
- Nel video della canzone Caruso di Lucio Dalla, nel momento in cui il celebre cantautore, in un hotel, si avvicina alla reception, e ordina una camera, l'albergatore sta ascoltando alla radio The Wild Boys.
- Nel film I pompieri del 1985, il pompiere effettivo Daniele Traversi interpretato da Ricky Tognazzi insieme ai pompieri Armando Bigotti il "capo-squadra" (Andrea Roncato), Alberto Spina (Christian De Sica), Paolo Casalotti (Paolo Villaggio), e il pompiere "licenziato" Nicola Ruoppolo (Lino Banfi), citano il verso del ritornello "The Wild Boys" dei Duran Duran per far uscire una bambina, impaurita dall'incendio, da una camera d'albergo.

## Tracce
7" Single
1. The Wild Boys – 4:16
2. (I'm Looking For) Cracks in the Pavement (Live) – 4:08

12" Maxi
1. Wilder Than Wild Boys (Extended Mix) – 7:58
2. The Wild Boys – 4:14
3. (I'm Looking For) Cracks in the Pavement (Live) – 4:08

- Le tracce dal vivo sono state registrate al Maple Leaf Gardens di Toronto il 5 marzo 1984

## Formazione
- Simon Le Bon – voce
- Andy Taylor – chitarra
- John Taylor – basso
- Nick Rhodes – tastiera
- Roger Taylor – batteria

## Classifiche
| Classifica (1984) | Posizione massima |
| ----------------- | ----------------- |
| Australia         | 3                 |
| Austria           | 2                 |
| Belgio (Fiandre)  | 2                 |
| Canada            | 2                 |
| Europa            | 1                 |
| Finlandia         | 4                 |
| Francia           | 13                |
| Germania          | 1                 |
| Irlanda           | 2                 |
| Italia            | 1                 |
| Norvegia          | 6                 |
| Nuova Zelanda     | 5                 |
| Paesi Bassi       | 3                 |
| Regno Unito       | 2                 |
| Spagna            | 3                 |
| Stati Uniti       | 2                 |
| Svezia            | 19                |
| Svizzera          | 2                 |